# أنديرة عزلاء
أنديرة عزلاء أو الملفوف (الاسم العلمي: Andira inermis) هي نوع من النباتات تتبع جنس الأنديرة من الفصيلة البقولية.